# Castillo de Monroy
El castillo de Monroy es una fortificación del siglo XIV ubicada en la villa española de Monroy, en la provincia de Cáceres. Se ubica en el extremo occidental de la localidad, presidiendo su plaza mayor, y está considerado el monumento más representantivo del municipio.
Fue construido inicialmente en torno al año 1330, siendo desde entonces y durante varios siglos la sede de los señores de Monroy, familia noble placentina que tuvo que fortificarlo notablemente en el siglo XV para hacer frente a sus disputas con nobles rivales. A partir del siglo XVI evolucionó hacia un edificio menos militar y más palaciego, que a partir del siglo XIX quedó semiabandonado y llegó a tener un estado ruinoso.
Entre 1970 y 1985, el pintor y escultor Pablo Palazuelo dirigió una reconstrucción integral del edificio, buscando imitar el aspecto que tenía en torno al año 1600, a fin de usarlo como estudio artístico. Estas obras convirtieron a este edificio en una de las fortalezas de origen medieval mejor conservadas del país.

## Localización
El recinto fortificado se ubica en el extremo occidental de la villa. Linda al este con la plaza mayor de la localidad, al sur con la calle Las Artes y en el resto de su trazado con la ruta asfaltada que sale de dicha plaza, partiendo del consultorio médico, para formar la carretera provincial CC-333, un camino rural que lleva a Trujillo. Según la Junta de Extremadura, el recinto del castillo constituye una manzana exenta, aunque se divide en cuatro parcelas catastrales, que suman una superficie total de 11 497 m²; esto se debe a que en el perímetro histórico del castillo se han construido una vivienda y unos corrales que la Junta sigue considerando parte integrante del monumento.
Desde un punto de vista topográfico, tiene una ubicación que evidencia que en su origen no era una importante fortaleza defensiva, sino más bien un cortijo nobiliario, de los que quedan ejemplos con varios siglos de historia en diversas fincas rústicas de la penillanura trujillano-cacereña en la que Monroy se ubica. Si bien el castillo se sitúa en el punto más alto de la villa, no corona un cerro: está en un terreno llano pero ligeramente alomado. El acceso por la plaza es llano y las calles laterales descienden suavemente. Al carecer de defensas naturales, las guerras nobiliarias del siglo XV obligaron a la conversión del cortijo en fortificación, lo que dio origen a la compleja estructura que actualmente tiene.
La actual villa de Monroy surgió a lo largo del siglo XIV, al construirse casas para los agricultores y ganaderos que trabajaban las tierras del citado cortijo. Esas primeras casas se construyeron al norte del castillo y en época medieval llegaban solamente hasta el entorno de la plazuela de los Infantes. Un segundo barrio se construyó en la misma época en torno a la iglesia de Santa Catalina, y ambos acabaron delimitándose por la calle Empedrada, que hacía de avenida principal. Posteriormente, a finales del siglo XV se unieron la iglesia y el castillo mediante la calle Nueva, que formó la avenida de cierre del casco urbano hasta finales del siglo XIX, cuando comenzó a construirse un ensanche hacia el sureste a partir de la calle Cáceres. Debido a ello, durante sus cinco primeros siglos este castillo no se ubicó en el extremo occidental de la villa, sino en su extremo meridional.

## Historia

### Origen (sigloXIV)
Para entender correctamente el origen tanto del castillo de Monroy como de la villa que se formó en torno al mismo, hay que tener en cuenta el contexto en el que tuvo lugar la Reconquista en lo que actualmente es la provincia de Cáceres. En los siglos XII y XIII, gran parte de este territorio fue una tierra de nadie que ni los cristianos ni los andalusíes eran capaces de controlar establemente. El área donde actualmente se ubica la localidad era una zona de límites imprecisos conocida como el «campo de Talaván», que era reclamada con base en diversos títulos como parte de las jurisdicciones de Alconétar, Cáceres, Plasencia y Trujillo.
El origen de esta zona disputada tuvo lugar en 1167, cuando Fernando II de León entregó Alconétar, con territorios como el campo de Talaván, a la Orden del Templo. Los continuos contraataques almohades hicieron que los templarios no pudieran controlar la zona; a pesar de esta situación, teóricamente las tierras seguían siendo de la villa de Alconétar. Sin embargo, cuando en 1229 se reconquistó la villa de Cáceres, Alfonso IX de León hizo constar en el fuero de Cáceres que el campo de Talaván, donde se mencionaban expresamente «las cabezas de Mont-Roy», era territorio cacereño. Pese a todo ello, al finalizar el siglo XIII, en tiempos de Sancho IV de Castilla, se mencionaba también que la jurisdicción de Talaván y Monroy pertenecía a las tierras de la ciudad de Plasencia, quedando a partir de aquella época en la comunidad de ciudad y tierra de Plasencia, dentro de la cual formarían parte de la sexmería del Campo Arañuelo. Esto último fue disputado por la villa de Trujillo, que mantuvo también numerosos pleitos por el control de estas tierras, pues la jurisdicción trujillana había llegado hasta Monfragüe en tiempos de Fernando Rodríguez de Castro el Castellano.
La solución a todas estas disputas fue marcar el río Almonte como límite septentrional, permanente y fácilmente identificable, de las jurisdicciones de Cáceres y Trujillo, a su vez separadas entre sí por el río Tamuja. Monroy y Talaván, al norte del Almonte, quedarían bajo jurisdicción placentina, al haber quedado Alconétar finalmente despoblada tras los ataques musulmanes de la primera mitad de aquel siglo. En torno a 1287, en tiempos del citado rey Sancho IV, el concejo de Plasencia concedió al noble placentino Hernán Pérez, copero mayor de la reina María de Molina, el territorio del cortijo llamado «Monroy» para fundar una localidad con fortaleza. Sin embargo, los orígenes de la fortificación se remontan al año 1309, fecha en la Fernando IV «el Emplazado» confirmó el anterior privilegio. Entre los derechos que adquirió Hernán Pérez se hallaba expresamente el de construir un castillo, así como poblar con hasta cien vecinos (familias) el lugar, todo ello bajo el régimen jurídico del mayorazgo. Surgió así el señorío de Monroy, que a lo largo del siglo XIV formó un mayorazgo conjunto con Valverde de la Vera y con Talaván, si bien este último señorío vecino se acabaría separando en el siglo XV.
Una vez establecida la existencia de una jurisdicción permanente, los señores de Monroy comenzaron la construcción del castillo que dio origen a la localidad. Probablemente, en su origen era una simple «casa fuerte» fundada a comienzos del siglo XIV, la cual iría siendo ampliada y reformada progresivamente. Sobre la puerta principal del castillo puede verse la fecha de 1329, sin duda, resto de la edificación original. En el Interrogatorio de la Real Audiencia de Extremadura, de finales del siglo XVIII, los vecinos de la villa señalan 1330 como fecha tradicional de construcción del castillo. La parte más antigua del castillo es su cuerpo principal, de sección cuadrangular, junto a sus tres torres originales que se remontan al siglo XIV.
La función de esta «casa fuerte» no era defensiva para la Corona, pues había pasado un siglo desde la batalla de las Navas de Tolosa y la frontera con los andalusíes quedaba ya muy lejana. El objetivo era la repoblación del territorio y su explotación agroganadera, que no necesariamente se hacía mediante localidades: en gran parte de la penillanura trujillano-cacereña se conservan numerosos cortijos señoriales con varios siglos de historia, que no dieron lugar a asentamientos habitados pero que forman grandes palacios en mitad de la nada. Que estos cortijos acabasen más o menos fortificados era una decisión de cada familia noble, lo cual dependería de los enfrentamientos en los que estuviesen involucrados contra otras familias.

### Guerras nobiliarias (sigloXV)
La familia noble de los Monroy tenía en la época medieval una elevada importancia, pues poseyeron varios señoríos en lo que actualmente es la provincia de Cáceres y llegaron a asumir altos cargos en las órdenes militares. Esta situación dio lugar a su intervención en los conflictos internos que sufría la Corona de Castilla en los siglos XIV y XV, lo cual afectó al castillo de Monroy. El origen de todo el problema vino de la primera guerra civil castellana, en la que los Monroy (petristas) tuvieron en el bando contrario (trastamaristas) a otra familia noble placentina, los Almaraz, señores del castillo de Belvís. La enemistad llevó incluso a homicidios entre ambas familias.
Para pacificar la situación, se pactó un matrimonio entre ambas familias, a fin de crear una familia noble poderosa que diera paz y estabilidad a las tierras de Plasencia, que serían los Monroy-Almaraz. A tal efecto, a finales del siglo XIV el heredero del señorío y castillo monroyego, Fernán Rodríguez de Monroy, bisnieto de Hernán Pérez, se casó con Isabel de Almaraz. Durante el primer tercio del siglo XV, el matrimonio gobernó diversos señoríos como Monroy, Belvís, Almaraz, Deleitosa y Valverde. Este período de paz es recordado en varias de estas localidades como una época importante: por ejemplo, Belvís ahora se llama «Belvís de Monroy»,  mientras que Deleitosa y Valverde tienen escudos municipales basados en el escudo monroyego.
El problema vino con la sucesión de este importante matrimonio. Su primogénito, Diego de Monroy y Almaraz, murió en 1435 en Ubrique en combate contra los moros. El heredero debía ser entonces el segundo hijo, Álvaro, quien según la costumbre de la época era parte del clero y por tanto no tenía descendencia. Para evitar problemas mayores, se decidió el reparto de las tierras entre los otros hermanos, Alfonso y Rodrigo, quedándose el primero con Almaraz, Belvís y Deleitosa y el segundo con el castillo de Monroy. Aunque la intención era hacer una partición pacífica, lo impidió la situación política de Castilla en aquella época, con graves desórdenes militares como la guerra civil de 1437-1445 o el conflicto por la sucesión de Enrique IV.
Aunque ya los hermanos Alfonso y Rodrigo mantenían disputas sobre sus derechos dinásticos, fueron sus respectivos hijos quienes llevaron la situación a un nivel extremo a partir de 1452. El gran enfrentamiento lo protagonizaron Hernán de Monroy «el Gigante» y Hernando de Monroy «el Bezudo», señores respectivamente de Almaraz y de Monroy. También intervendría en esta disputa, en favor de los señores de Almaraz, el hermano del primero, Alonso de Monroy, clavero de la Orden de Alcántara, y su tío, el maestre de la misma orden Gutierre de Sotomayor. Entre 1452 y 1453, el conflicto entre los primos cristalizó en un asedio contra el castillo y el entonces señor de Monroy, Rodrigo. La historia del asedio al castillo de Monroy, que duró siete meses, puede leerse ya en la «Crónica de la Orden de Alcántara» de Torres y Tapia, quien en 1763 transcribiría una carta de Juan II de Castilla sobre el incidente. Luego del sitio, «el Bezudo» fue hecho prisionero. Durante algún tiempo el castillo fue ocupado por «el Gigante», volviendo más tarde a manos de su primo «el Bezudo». Sin embargo, continuaron las disputas familiares en torno a los mismos y otros temas como la provisión del maestrazgo de Alcántara o la guerra de sucesión castellana. Así prosiguieron las luchas familiares durante años.
Durante los siglos XIV y XV debió de tomar forma un castillo de menor superficie que el actual. Este es el castillo que sufrió el famoso asedio en 1452.  Demostró ser capaz de resistir durante varios meses el sitio, pero aun así los sitiados se quejaban de los problemas que les suponía defender una «casa tan flaca». Debido a ello, tras sufrir importantes daños durante este ataque, el edificio debió ser reparado y reforzado de forma importante inmediatamente. Así, durante las guerras familiares descritas, el castillo aún no debía de contar con barbacana, que se comenzaría a construir a fines del siglo XV o comienzos del XVI. A esta última etapa correspondería la disposición general de la fortificación, con foso y barbacana, así como algunos elementos desaparecidos como las garitas de las torres, las cuales se conocen mediante fotografías.

### Reorganización como palacio de campo (siglos XVI-XVIII)
A principios del siglo XVI, el afianzamiento del poder real por parte de los Reyes Católicos llevó a la pacificación de la nobleza, poniéndose fin a numerosos enfrentamientos internos en todo el país. En el caso de la familia noble Monroy, el acuerdo de paz definitivo fue firmado en 1508 entre Francisco de Monroy, señor de Belvís y nieto de Hernán de Monroy «el Gigante», y la señora viuda de Monroy, Francisca de la Peña. A lo largo de toda su vida, «el Bezudo» había seguido reivindicando por diversos medios sus derechos sobre los señoríos de Almaraz, Belvís y Deleitosa, señalándolos por última vez en un codicilo poco antes de fallecer en 1507. Su hijo y heredero, Fabián de Monroy, solamente fue señor de Monroy durante unos meses, ya que falleció en 1508. Fue en ese momento cuando Francisca de la Peña, viuda de este último, decidió adaptarse a los nuevos tiempos de paz y poner fin a décadas de desórdenes.
La situación de paz fue aprovechada por los señores de Monroy para convertir la fortificación en un inmueble de aspecto más palaciego. Así, del siglo XVI data la fachada sur, la cual responde a modelos residenciales y no defensivos, como es propio ya de la primera mitad de este siglo. También se llevaron a cabo en aquella época notables reformas interiores. Hasta entonces, la única defensa exterior del edificio principal era el actual recinto interior fortificado, que hacía de barbacana y quedaba rodeado por un foso; la actual barbacana que marca el exterior no se construyó con fines defensivos, sino que se ideó como una simple tapia para que las huertas y demás dependencias señoriales quedasen aisladas de la villa. Aunque esta última cerca exterior podría tener zonas datables ya en el siglo XVI, lo más probable es que date en gran medida del XIX.
La pacificación del siglo XVI llevó a que muchos nobles españoles abandonaran sus tierras medievales y comenzaran a dirigir sus señoríos desde Madrid u otras ciudades importantes, a través de intermediarios. En el caso de Monroy, ya en época medieval los señores habían preferido siempre vivir en su palacio placentino y, cuando a mediados del siglo XV se entregó Plasencia como señorío a la Casa de Zúñiga, comenzaron a buscar asiento en otras localidades importantes antes que quedarse en Monroy, que era una segunda residencia para la familia. Así, el tataranieto de Fabián de Monroy y Francisca de la Peña, Antonio de Monroy, tuvo dos hijos llamados Fernando y Juan, que ya no fueron llamados señores sino que fueron elevados a marqueses de Monroy, el primero entre 1634 y 1656 y el segundo sucediéndole hasta 1679. El ascenso del título se debía a que estos nobles trabajaban en la corte de la Casa de Austria, llegando a desplazarse a lugares lejanos como Viena o Flandes. Como consecuencia de esta lejanía señorial, prácticamente no hay documentación sobre el castillo en todo el siglo XVII.
El abandono del castillo y la villa llegó a un nivel evidente en el siglo XVIII. La dejadez de los marqueses hacia el lugar que dio origen a su título se manifestó en una fuerte pérdida de población: de las casi trescientas familias que vivían aquí al comenzar el siglo, se pasó a poco más de setenta en la década de 1750; la causa de esta caída demográfica fue el abandono de la agricultura de aprovechamiento vecinal, ya que los marqueses decidieron destinar las tierras del señorío a arrendamiento de pastos. El castillo, convertido en la cabecera de un lugar irrelevante, seguía teniendo un alcaide que no cobraba sueldo alguno y llevaba ese título con carácter meramente honorífico. Además del alcaide, otro arcaísmo que permanecía en el edificio era el deber teórico de los vecinos de hacer velas y guardas para vigilar entre todos la fortaleza; sin embargo, desde finales del siglo XV se había dispensado en la práctica esta obligación, sustituyéndola un pago en metálico.
Pese al abandono que sufría la villa, el castillo siguió habitado, pues los administradores y familiares del marqués, que en el siglo XVII vivían en una casa grande de la calle Nueva, se trasladaron a vivir en el siglo XVIII a la fortificación y arrendaron su antigua vivienda. El Interrogatorio de la Real Audiencia de Extremadura de 1791 señala que el edificio se hallaba bien conservado, mencionándose sus tres torreones y el foso.

### Privatización y abandono (siglos XIX-XX)
En los últimos años del siglo XVIII, en la familia noble de Monroy comenzó a haber una cierta preocupación por la mala gestión de sus tierras como consecuencia de la vida urbana que habían llevado los marqueses. En el verano de 1795 se hallaba moribundo el tataranieto de Juan de Monroy, Joaquín Ginés de Oca, quien acumulaba una decena de títulos nobiliarios aparte del de marqués de Monroy. A punto de fallecer sin descendientes, intentó dejar Monroy repoblado mediante la firma de una Escritura de Concordia, en la que el territorio histórico de la villa («Los Términos») quedó bajo una enfiteusis perpetua, en la que los vecinos tendrían el dominio útil de todo el terreno pagando a los futuros marqueses la undécima parte («onceno») de su producción. La Escritura de Concordia entró en vigor en 1802, cuando fue ratificada por el Consejo de Castilla.
El pago del «onceno» comenzó a ser problemático a lo largo de la primera mitad del siglo XIX, cuando se produjo en España la abolición de los señoríos. Los vecinos del ahora municipio se negaron a pagar a los marqueses, alegando que se trataba de un impuesto del Antiguo Régimen abolido. Sin embargo, los marqueses sostenían que el régimen señorial había quedado abolido en Monroy con la Escritura de Concordia de 1795, y lo que había desde entonces era una propiedad de derecho civil común de los marqueses sobre las tierras, afectadas por un derecho real que regulaba su uso. La complicada situación política que las revoluciones liberales estaban provocando llevó a un pleito interminable, por lo que en la década de 1880 se llegó a un acuerdo que otorgó las rentas del «onceno» al Ayuntamiento de Monroy, a cambio de compensaciones temporales a los marqueses, quienes mantendrían propiedades privadas en el término municipal.
La principal consecuencia de los pleitos del «onceno» fue que el castillo de Monroy pasó a ser una propiedad privada, perdiendo cualquier función administrativa que hubiera podido tener en el Antiguo Régimen. No existe mucha información sobre la situación del castillo en esta época, ya que pasó a ser una vivienda privada más de la villa, sin que lo que ocurriera dentro de sus muros tuviera alguna relevancia pública. Según el diccionario de Madoz, a mediados del siglo XIX seguía perteneciendo a los marqueses y estaba habitado por sus dependientes. Aunque dicho diccionario lo menciona como una construcción «sólida», usa la palabra «vestigios» para referirse al foso y parte de los muros exteriores.
El hecho de que el castillo fuera propiedad privada tenía una consecuencia importante: cada vez que un marqués fallecía, en su herencia ya no se aplicaba la institución medieval del mayorazgo, sino el derecho civil común, por lo que todos los bienes acababan repartidos entre varios herederos, con independencia de que fueran marqueses o no. A principios del siglo XIX, había heredado el marquesado de Monroy, sin otro título nobiliario adicional, el noble cacereño Pablo Félix Arias de Saavedra, al fallecer sin descendientes los últimos miembros de la rama principal de los Monroy. Sin embargo, en 1827 Arias de Saavedra también falleció sin descendencia, y en su testamento dejó el marquesado en manos de la familia noble Abraldes, descendientes de los Monroy a través de una rama de la familia noble cacereña Becerra. El último marqués de Monroy que fue señor del castillo fue Juan María de Varela y Abraldes, fallecido en 1891, también sin descendencia.
La herencia de Juan María de Varela y Abraldes, uno de los hombres más ricos de la provincia, fue objeto de una gran polémica en la ciudad de Cáceres, donde tenía su palacio. No solamente había que repartir sus bienes sin descendientes, sino que todavía no estaba claro qué había pasado con la herencia de Pablo Félix Arias de Saavedra en 1827, ya que en su testamento había dejado gran parte de sus bienes a un administrador, que también había fallecido en 1836 sin estar claro que hubiera tomado posesión de la herencia. Gracias al largo pleito que se produjo, un juzgado de Cáceres publicó un anuncio en la Gaceta de Madrid en 1897; este anuncio, en relación con un interdicto, menciona todos los bienes y derechos que los herederos de los marqueses mantenían en Monroy con carácter privado tras los pleitos del «onceno», además de otros muchos en otros municipios.
En el anuncio de 1897, la «casa-palacio» se menciona con el lote 90 como una finca con tres linderos: una casa construida a la derecha de la entrada en la plaza, perteneciente a otro propietario llamado Andrés Collazos, y dos parcelas rústicas de los marqueses llamadas la «Cava» y el «Cercadillo». La primera se menciona con el lote 103, se corresponde con el tercio septentrional del actual jardín, y lindaba al este con otra casa particular perteneciente a Antonio y Francisco Durán. La otra parcela rústica se menciona con el lote 104 y se corresponde con el resto del jardín, ubicándose al sur de la primera. Esto muestra que el castillo se había convertido en una completa propiedad privada sin más uso que el que quisieran darle sus propietarios, hasta el punto de que se intentaba dividir el recinto histórico en varias parcelas, y que incluso ya se habían vendido dos trozos y se habían construido casas en ellos.
Pese a todo, los sucesos más destacados relacionados con esta complicada herencia se produjeron en la capital provincial, donde se llegó a producir un estallido social violento. El último marqués de los Abraldes había abandonado en sus últimos años su palacio en Cáceres para vivir principalmente en el castillo de Monroy; muy apenado por haberse quedado viudo sin hijos, tenía el castillo en un estado ruinoso y su única afición era jugar a la brisca con dos vecinos. En este estado de tristeza, dictó un testamento por el que se debía repartir a los pobres de Cáceres, Brozas, Trujillo y Monroy un total de un millón de pesetas, más lo obtenido de vender el palacio de Cáceres, que fueron otras ochenta y cinco mil. La tardanza en repartir el dinero, unida a la situación de hambre que vivía la ciudad en la época, llevó a varios motines violentos en Cáceres entre 1892 y 1894, en los que diversas tiendas fueron asaltadas con numerosos destrozos, y casi se llegó a linchar al alcalde de la ciudad.
Uno de los damnificados por los disturbios de Cáceres fue el arqueólogo, historiador y político carlista Enrique de Aguilera y Gamboa, marqués de Cerralbo, quien fue acosado por los periodistas locales con acusaciones de haberse quedado parte del dinero, ya que era albacea del testamento en lo que se refiere al reparto del dinero a los pobres. Las acusaciones se demostraron falsas y algunos periodistas fueron condenados judicialmente. Enrique de Aguilera acabó adquiriendo el castillo de Monroy en los primeros años del siglo XX, y residió temporalmente en el edificio en varias ocasiones entre 1903 y 1906. En 1922, Enrique de Aguilera falleció sin descendencia, no habiendo en las décadas siguientes ningún heredero interesado en hacer algo con el castillo, que quedó finalmente abandonado y en ruinas.

### Primeras descripciones historiográficas (1912-1968)
En los años en los que el marqués de Cerralbo fue propietario se hicieron algunas obras de rehabilitación en el castillo, y este período ha pasado a la historia del edificio por ser la época en la que se tomaron sus primeras fotografías conocidas. Asimismo, el primer documento historiográfico sobre el edificio se publicó en 1912. El historiador cacereño Publio Hurtado, que había vivido como testigo presencial los citados disturbios en su ciudad dos décadas antes, incluyó un breve resumen de la historia del castillo en un libro titulado Castillos, torres y casas fuertes de la provincia de Cáceres. No describió el castillo, limitándose a señalar en una sola línea que «Todavía existe la fortaleza, aunque algo averiada». Era difícil en aquella época que un historiador visitase in situ el castillo de Monroy, ya que a principios del siglo XX no existía ninguna carretera en los términos municipales de los Cuatro Lugares, y el acceso a la zona se hacía exclusivamente mediante caminos de difícil tránsito.
Debido a esto último, la primera descripción detallada que se conoce del castillo tuvo lugar una década después del fallecimiento del marqués de Cerralbo. Aprovechando que se acababa de construir la carretera hoy conocida como EX-390, el Ateneo de Cáceres organizó en febrero de 1931 su primera excursión, que tuvo lugar desde la plaza mayor de la ciudad hasta Monroy. Esta villa se había desarrollado como una importante localidad de casi tres mil habitantes gracias a los beneficios del «onceno», pero era hasta entonces un lugar casi desconocido. Entre los excursionistas se hallaba el historiador cauriense Tomás Martín Gil, quien recogió en detalle los monumentos visitados a lo largo del camino, y publicó su relato en 1932 en la Revista de Estudios Extremeños. Este historiador describió en tres párrafos la visita a los recintos exteriores del castillo, publicando una fotografía del acceso desde la plaza y otra de la galería renacentista, y señalando por primera vez la presencia de restos arqueológicos en las instalaciones. Los excursionistas no pudieron visitar el interior de la fortaleza, ya que todavía formaba parte de una herencia yacente y se hallaba cerrada sin que nadie quisiera hacerse cargo de ella.
Tras el parón en la producción cultural que supuso la guerra civil española, el castillo fue rescatado del olvido por Vicente Albarrán Murillo, un maestro que había sido alcalde de Santibáñez el Alto durante la Segunda República, y que había sido desterrado primero a Millanes y más tarde a Casar de Cáceres como parte de la depuración franquista, debido a que había movido a los obreros locales para ocupar las tierras de una familia con la que estaba enfrentado en el municipio que gobernaba. Durante sus últimos años ejerciendo como maestro en Casar de Cáceres, se dedicó a escribir publicaciones de carácter literario, entre las cuales publicó en 1951 en la revista Alcántara una descripción del castillo ruinoso de Monroy, del cual incluyó tres fotografías. Esta publicación, más poética que técnica, tenía un carácter reivindicativo contra el estado de ruina que sufrían los castillos en España. La publicación no fue algo casual: tuvo lugar dos años después de que en 1949 se hubiera aprobado un decreto que protegía a todos estos edificios como monumentos, sin que aparentemente hubiera una intención real de reconstruirlos, en el contexto de la crisis económica de posguerra.
A partir de este breve artículo literario, las descripciones más técnicas del castillo proliferaron en las décadas de 1950 y 1960, dándose a conocer de forma más detallada. En 1954, la Asociación Española de Amigos de los Castillos, recién creada para fomentar el desarrollo del citado decreto de 1949, mencionó el castillo de Monroy en uno de sus primeros boletines. La asociación volvió a publicar el texto de Publio Hurtado de 1912, y le añadió tres párrafos describiendo brevemente la estructura de la fortaleza. Lo más notorio de este texto es que termina mencionando que «Actualmente se encuentra atendido y cuidado por su dueño, pero necesitado de reparaciones importantes». Esto significa que alguien se había quedado con el edificio tras la visita de Tomás Martín Gil. Sin embargo, no existen datos claros sobre quién era el propietario, ni si fueron uno o varios en estos años: está claro que había acabado en manos de alguien adinerado, pero no lo suficiente como para ejecutar las obras de conservación que requería un edificio tan grande. Esto explica que el edificio ruinoso acabase puesto en venta en la década siguiente, dando origen con su compra a la principal restauración que tuvo en su historia.
En la década de 1960, comenzó a mencionarse el castillo en recopilaciones de fortalezas. Entre ellas destaca la realizada en 1966 por el historiador británico experto en castillos Edward Cooper, quien en aquella época realizaba su tesis doctoral en la Universidad de Cambridge, recorriendo gran parte de España con un Land Rover para recopilar información sobre todos los castillos señoriales de la antigua Corona de Castilla. Cooper dibujó un plano de cómo era la fortaleza en aquel momento y tomó varias fotografías, reivindicando su valor histórico con la expresión «es como si se hubiesen reunido en un castillo tres torres trujillanas o cacereñas». Otra obra importante fue la publicada en 1968 por Gervasio Velo y Nieto en su recopilación de castillos de Extremadura, que dejó un plano mucho más detallado que el de Edward Cooper y una detallada descripción de veinticinco páginas, aunque esta última estaba dedicada más a la historia de la fortaleza que a su estructura.

### Reconstrucción de Pablo Palazuelo (1970-1985)
La historia del castillo cambió radicalmente a partir de 1968, cuando el conocido artista Pablo Palazuelo vio en un periódico el anuncio de que el castillo seguía en venta, e inmediatamente decidió comprarlo para llevar a cabo un proyecto artístico experimental. Pese a hallarse en un estado parcialmente ruinoso, el precio al que se vendió era de unas 750 000 pesetas; en aquella época, esto equivalía al salario mínimo de una persona durante un cuarto de siglo, algo inasumible para cualquier habitante de este municipio, donde se estaba produciendo una gran emigración como consecuencia de la falta de trabajo y muchos vecinos llegaban a sufrir una verdadera hambre.
La compraventa se formalizó en 1970, y desde entonces y hasta 1985 el artista dirigió una obra de reconstrucción y remodelación integral. Para ello siguió criterios historicistas de repristinización, intentando devolver al castillo el aspecto que debió de ofrecer hacia 1600. Fue una obra notable de reconstrucción, en la que se llegó a levantar incluso una nueva torre donde, al parecer, se quería hacer una en sus orígenes. El artista tenía tal obsesión por reconstruir el castillo que llevó a cabo casi toda la fase inicial de la restauración, en la que trabajó una quincena de albañiles locales, con su propio dinero, pues las subvenciones al patrimonio histórico no se generalizarían en España hasta que las comunidades autónomas asumieron las competencias en esa materia. Muy posteriormente comenzarían a llegar aportaciones públicas, al reconocer las autoridades que se estaba haciendo un notable trabajo. En una entrevista en 1977, el artista se quejaba de que la obra le estaba llevando a la ruina económica, pero no parecía preocuparle mucho: según cuentan quienes hablaban con él en la villa, estaba obsesionado con el esoterismo de la Orden del Templo y creía que el castillo se había construido con una orientación astronómica, siguiendo las tradiciones que dicha orden había implantado en la zona.
En los primeros años, se redactó un proyecto de excavaciones y derribos, que se llevó a cabo minuciosamente y con extremo cuidado, a fin de indagar su verdadera historia arquitectónica. De esta forma, se descubrieron, con toda seguridad, sus primeras y originales trazas de fortaleza del siglo XIV, así como la transformación en palacio-fuerte en el siglo XVI. También se llegó a conocer el alcance de las intervenciones menos convenientes efectuadas en los siglos XVII al XIX. En las obras de reconstrucción y restauración se emplearon los mismos materiales que sirvieron para su construcción: arena de las minas y piedra y cal procedentes de las mismas canteras. Se reprodujeron piezas auténticas aparecidas en las excavaciones y derribos, y se mantuvieron las trazas originales, reconstruyendo sus proporciones, volúmenes y superficie. En un intento por completar el aspecto original, en 1978 el ministro Pío Cabanillas llegó a autorizar trámites para expropiar las dos viviendas existentes en la esquina de la plaza mayor, lo que no se pudo llevar a efecto por el caos administrativo provocado por la Transición.
No llegó el artista a vivir en el castillo como era su intención, pero sí a ocupar unas dependencias del mismo convertidas en estudio, donde creó su serie pictórica Monroy mientras continuaban las obras de restauración del inmueble. Palazuelo residió durante esos quince años en una casa cercana, donde llevó un modo de vida bohemio, apartado de una población poco interesada en la cultura y muy preocupada por evitar formar parte de la ola de emigración que sufría el municipio. El pintor pasaba largas jornadas trabajando en su estudio y solamente solía pararse a hablar con personas concretas como un grupo de jóvenes estudiantes, sus vecinos de la plaza, el alguacil municipal y algunos artistas conocidos que invitaba a conocer el castillo; ejemplo de esto último fue Eduardo Chillida, con quien a veces daba paseos matinales por la villa. A partir de 1985, teniendo el artista ya setenta años, comenzó a retirarse de la actividad artística y se fue de Monroy, que pasó a visitar de forma ocasional. Fue la última vez que el castillo se utilizó, quedando como un edificio en desuso en las cuatro décadas siguientes.

## Descripción
La fortaleza se articula mediante tres recintos concéntricos de forma cuadrada: uno exterior o barbacana; otro interior; y un tercero constituido por el inmueble principal. Además, entre la barbacana y el inmueble principal existen varios patios, jardines, zona de huertos, lavadero y dependencias varias.
El conjunto está construido mediante mampostería, sillería, así como cantería y ladrillo en zonas como recercos, principalmente. Las diferentes plantas se separan mediante bóvedas y forjados de madera. Además, debido a las obras de reconstrucción acometidas, también existen numerosos elementos constructivos contemporáneos.

### Cerca exterior o barbacana
Exteriormente, rodea el conjunto una amplia barbacana de sillarejo y mampostería. Esta barbacana fue restaurada en la década de 2010, luego de haber sido durante años reparada en muchos tramos con una tapia de bloques industriales de concreto, que hacía que el patio del castillo se asemejara hasta entonces más a un huerto que a una fortaleza medieval. En esta cerca se abren varios huecos que dan acceso a la fortificación, unos más monumentales y otros más simples.
La puerta principal de acceso, tanto por ubicación como por carácter artístico, es la que se abre hacia el este en la plaza de España. Consta de dos torreones cilíndricos que enmarcan dos arcos de medio punto a diferente altura, conteniendo el inferior la puerta de acceso. Sendos adarves con merlones se sitúan sobre ambos arcos. Este acceso es una imitación de la puerta de San Vicente de la muralla de Ávila. La actual puerta principal fue diseñada en los primeros años del siglo XX por un administrador del castillo de origen avilés, y un albañil de Monroy la construyó con tanta calidad que llegó a ser confundida erróneamente con una verdadera puerta histórica.
La otra puerta con algo de decoración se abre en la calle de las Artes, donde hay un vano de cantería de medio punto con pometeado decorativo en sus impostas. El resto de accesos no tienen interés artístico: una sencilla puerta de garaje se abre en un hueco del muro frente al consultorio médico, mientras que varias puertas adinteladas y una pequeña ventana forman vanos en el muro occidental. En el interior de la fortificación hay restos de estructuras que indican que en la parte trasera debió de haber un camino de acceso al castillo, a través de una puerta hoy cegada.
En general, esta barbacana fue durante siglos un simple muro de delimitación, lo que explica la baja cantidad de elementos artísticos: solamente rompen su sencillez las dos puertas artísticas citadas, así como una torre cuadrada almenada que se ubica en el extremo oriental de la calle de las Artes, que es el único elemento que conecta directamente la cerca interior con la exterior. Debido a la falta de interés artístico, en el entorno del consultorio médico se han llegado a construir edificios que actualmente interrumpen el transcurso de la barbacana: una vivienda de dos plantas en la esquina de la plaza de España, y unos corrales en desuso unos metros al oeste de dicha casa.

### Interior de la fortificación
El interior de la fortificación se estructura en torno a una segunda cerca de forma casi cuadrada, ubicada en la parte más oriental del recinto delimitado por la barbacana antes citada. Este «segundo recinto» alberga en su interior el castillo propiamente dicho, pero no es la única estructura a tener en cuenta, pues coexiste con otras diversas instalaciones. En primer lugar, desde el acceso principal de la cerca exterior se penetra en un espacio con función de antesala de dicho «segundo recinto». A mano izquierda desde la entrada, es visible un espacio entre la barbacana y el muro de la barrera en el que se localiza un brocal correspondiente, tal vez, a un aljibe. A mano derecha, existió una vivienda con fachada a la plaza que fue derruida en la restauración de la barbacana de la década de 2010, ampliándose con dicha demolición el espacio de esta antesala.
Tras este espacio se sitúa el lateral oriental del segundo muro o barrera del recinto, de unos cinco metros de altura, sobre el que existe un paseo de ronda. Este muro que facilita el acceso al «segundo recinto» es accesible en este lateral mediante un hueco abierto, que en la década de 2010 fue cubierto con un gran dintel de acero corten, y que probablemente sustituye a una antigua puerta desaparecida. La barrera tiene troneras, y en este lienzo de muralla se abren también tres cañoneras acasamatadas con derrame interior y exterior. Este tramo está limitado al norte por una torre cuadrada almenada, junto a la que hay un cubo más pequeño con cubierta piramidal; actualmente esta torre, exceptuando el cubo, es el único elemento histórico que no forma parte de la parcela catastral del castillo, ya que está aneja a la vivienda de dos plantas con vistas a la plaza de España antes citada. En el otro límite del tramo, por el sur, se ubica la torre cuadrada citada anteriormente que da al exterior en la calle de las Artes. Ambas torres, de aspecto muy similar, solamente tienen dos metros más de altura que la muralla, y cada una tiene un único vano de acceso a la cubierta desde el paseo de ronda. La restauración de Pablo Palazuelo eliminó unas torrecillas decorativas que se habían añadido a estas torres.
Traspasando la barrera, se accede al patio de armas, donde se sitúa el edificio principal del conjunto, así como un edificio de mampostería anejo de escasa altura que cierra el patio en su parte norte. Este edificio era el granero y es el espacio que fue reconvertido en estudio del pintor Pablo Palazuelo. Desde las torres cuadradas de la barrera ya citadas, el muro se prolonga formando un cuadrado que rodea el edificio principal. Según las excavaciones arqueológicas, no parece que en las esquinas occidentales haya habido torres similares a las de las esquinas orientales, lo que se explica porque el terreno al oeste es más inclinado y por tanto más fácil de defender; sin embargo, en la esquina del noroeste sí se hallaron restos de una estructura cilíndrica de poco diámetro, correspondientes a un baluarte. Existe una cava o foso excavado en la roca situada entre la barbacana y la barrera en sus lados norte, sur y oeste, pero que debió de rodear completamente el edificio principal en su momento.
Hay que decir que la puerta medieval original de la barrera se situaba en el flanco sur, frente a la fachada palaciega del siglo XVI que se levantó posteriormente. En esta zona, en el exterior de este muro intermedio hay dos torres cilíndricas a ambos lados de un arco de medio punto que contuvo originalmente un blasón. Al otro lado del foso, en la contraescarpa, un resalte servía para apoyar el puente levadizo correspondiente. Coincide esta puerta con el pequeño acceso exterior en la calle de las Artes. Con posterioridad, seguramente a fines del XV o comienzos del XVI, se construyó el acceso oriental. Existió también una puerta, hoy cegada, en el mismo lienzo sur de la barrera, cerca de la esquina con el lienzo este; desde esta puerta, una rampa enrollada llamada «el Arandel» daba al exterior del edificio.
Dentro de esta estructura defensiva cuadrada se ubican la edificación principal del castillo, también de planta aproximadamente cuadrada, y a su alrededor patios que albergan diversos elementos de interés arqueológico y artístico, que más adelante se detallan. Desde el patio occidental se puede salir a los jardines, a través de un arco de medio punto construido sobre el muro, que da acceso a un pequeño puente sobre el foso. El muro norte de la barrera cuadrada se prolonga hacia el oeste, dividiendo el jardín en dos zonas, una al norte y otra al sur. En la zona sur, en la pendiente hay un aterrazamiento en piedra desde el edificio principal hasta la barbacana en su lado oeste, el cual se salva mediante escaleras. Debió de haber sido usado tradicionalmente como jardín ornamental del palacio, a tenor de la fuente circular de piedra existente y de algunas palmeras y un ciprés visibles, en medio del olivar existente.
Desde esta zona ajardinada es posible acceder a la parte norte, aterrazada igualmente para salvar el desnivel, pero en menor medida que el espacio anteriormente descrito. En este segundo espacio existe un amplio aljibe que sirvió para instalar un lavadero en época moderna. Debido a la existencia de este aljibe, Gervasio Velo y Nieto planteó la hipótesis de que pudo existir aquí una albacara. Además, hay diversas dependencias de uso agropecuario. Este espacio debió de dedicarse, además de a lavadero, a huerto y a las distintas tareas de mantenimiento de la explotación, como carpintería o almacén. Estas edificaciones se encuentran en mal estado y constan esencialmente de muros de mampostería y tapial con cubierta de madera. Existen, además, varios pozos; así como un pequeño espacio dedicado a huerto separado del resto del castillo por un muro almenado, seguramente contemporáneo, y accesible desde el exterior.

### Exterior de la edificación principal
El aspecto que ofrece el castillo exteriormente es un edificio de planta cuadrada, almenado, de cuyas esquinas salen torres de planta pentagonal. La cubrición de las cuatro crujías es aterrazada. La fachada principal es la ubicada al este, orientada hacia la actual puerta principal de entrada. Esta está flanqueada por las torres NE y SE, cuyas partes superiores sobresalen ligeramente como voladizo. Ambas torres poseen escasas ventanas. En la fachada, sobre el paramento de mampostería y sillarejo, se abre el hueco de entrada, de medio punto, con dovelas de cantería y la fecha de 1329, así como un escudo sobre la clave del arco datable en el siglo XV.
Sobre esta puerta, pero a mucha mayor altura, en el adarve, se sitúa un matacán con su ladronera. Cuatro pequeñas saeteras se distribuyen a lo largo de la fachada en las dos plantas. La torre sureste es una de las tres torres históricas del castillo y recibe dos diferentes denominaciones: «del Reloj» (denominación tradicional en la villa, ya que tenía un reloj de torre en el siglo XX) o «de la Mazmorra» (nombre con el que se refería a ella Pablo Palazuelo, debido a que los calabozos del castillo se ubican en su planta baja). La torre noreste es totalmente nueva: la hizo construir Pablo Palazuelo con forma simétrica a la anteriormente citada, al descubrirse en la excavación arqueológica que había existido otra torre aquí de la que solo quedaban los cimientos.
Aunque la fachada del este es la principal por orientarse a la plaza, artísticamente es más destacable la del frente sur que mira a la calle de las Artes, una fachada monumental de tipo palaciego renacentista. Esta consta de una logia de dos plantas. En la inferior, de gran altura, dos columnas muy esbeltas de orden compuesto sostienen tres arcos de medio punto. Interiormente, los huecos en planta baja son contemporáneos, imitando modelos góticos. En la planta superior de la logia, dos columnas de escasa altura conforman tres arcos rebajados, dentro de los cuales hay un mirador. Esta galería es la parte más conocida de la reforma palaciega del siglo XVI; se cree que se construyó sobre un muro exento, ya que en época medieval debía encontrarse por este lado la entrada a la fortaleza, conectando la salida de la villa por el sur con el patio de armas del interior del castillo, en línea con el puente levadizo.
Esta fachada palaciega está delimitada en la esquina suroriental por la torre antes citada como «del Reloj» o «de la Mazmorra», pero destaca mucho más la situada en la esquina suroccidental, conocida coloquialmente como la «torre del Martirio». Se ha identificado como la torre del homenaje del castillo porque es la única de las cuatro torres que no se alinea con los lienzos de la muralla, y porque además alberga en su interior una capilla. En esta torre principal se aprecian varios huecos a distinta altura, muy sencillos, y una puerta que permite el acceso desde el exterior. En este torreón también se observan restos de matacanes, actualmente en desuso y sin acceso alguno desde la torre.
Sin embargo, la mayor intervención que hizo Pablo Palazuelo sobre las fachadas fue la reforma de la que mira al oeste, hacia los jardines de la fortaleza. Tanto la citada torre del homenaje o «torre del Martirio» ubicada en su esquina del sur como la «torre de la Atalaya» de la esquina del norte contaban antes de dicha restauración con unas extrañas estructuras similares a escaraguaitas, pero limitadas a la parte superior, sobresaliendo directamente de la terraza de cada una de estas dos torres y con un tamaño desproporcionado. Velo y Nieto criticó estas extrañas estructuras por ser un capricho añadido por los dueños en época palaciega, pues no tenían equivalentes en ningún castillo y eran inútiles desde un punto de vista defensivo. Además, toda esta fachada estaba casi cubierta por el caserón del palacio. Palazuelo eliminó todo esto y dejó visible desde el jardín tanto las dos torres como la fachada occidental que las une, que posee un acceso mediante un arco apuntado, así como una ventana geminada de medio punto, y otra más pequeña en planta primera.
Por último, la fachada del norte, que mira hacia el consultorio médico de la villa, fue restaurada por Palazuelo de forma que quedó con un aspecto similar a la anterior, uniendo la «torre de la Atalaya» con la torre nueva del noreste. La fachada del norte consta de un vano de medio punto con impostas en planta baja, y de varias ventanas de cantería (una en cada una de las tres plantas). El formato de estas ventanas es de medio punto en las ventanas de planta baja y primera, y geminada en la segunda. El patio de intramuros al que se sale por esta fachada es coloquialmente conocido como «Jardín del Moro». Cerrando este patio al este, entre la torre nueva del castillo y la torre septentrional del segundo recinto, se ubica una edificación de una planta, a la que se puede acceder tanto desde este jardín como desde el patio de armas de la fachada principal; esta edificación fue usada como estudio por Palazuelo.

### Interior de la edificación principal
La edificación principal de fortaleza se articula interiormente en torno a un pequeño patio rectangular, en cuyo centro se alza un brocal de planta cuadrada que conserva sus horcones metálicos originales. Se accede actualmente a este patio por la puerta de la fachada oriental, con forma de arco de medio punto, que por dentro se encuadra bajo un gran arco de piedra, igualmente de medio punto pero de gran altura. Este gran arco conforma en su interior una especie de zaguán que sostiene el forjado superior, donde se sitúa una galería en la que un pie derecho de madera sostiene la cubierta de madera. Desde este rellano una escalera, adosada al muro sur, desciende hasta el patio. En este espacio, en su parte inferior, se puede acceder en planta baja a las crujías norte y sur mediante arcos de medio punto.
En el flanco norte del patio, varias ventanas, algunas de ellas con arcos conopiales inscritos, y una puerta con balcón, se abren en el paramento enlucido. Algunos de los huecos poseen rejas de interés, así como un balcón de forja, también de valor. En el muro sur también existen varios huecos.
Pero la fachada interior más decorada es la oeste. En esta son destacables varios huecos, de distinto tamaño, con formas cuadradas y conopiales. Entre los huecos destacan los que tienen forma de arco conopial, como la puerta de entrada de la planta baja y el de una ventana balconera en la primera planta, así como el de un arco rebajado en la planta baja, estos dos últimos dotados de artísticas rejas. Todos estos huecos poseen decoración renacentista de tipo vegetal en sus arcos. Un escudo se sitúa en la planta superior. La disposición y decoración de este muro imitan el aspecto de una fachada de vía pública palaciega, señalando que por aquí se accede al núcleo palaciego principal.
Una vez se accede al edificio entrando por el muro occidental del patio, se localiza un vestíbulo cubierto mediante un artesonado de madera, con una imponente escalera de cantería con una baranda balaustrada. Esta escalera culmina en la planta segunda en una portada monumental, que consta de un arco de medio punto flanqueado por dos pilastras molduradas rematadas en somero capitel. La portada está decorada con elementos vegetales de tipo renacentista. Entrando en esta ala, a través de la portada citada, continúa la escalera a la izquierda y en sentido inverso: al final de este segundo tramo de escalera, se encuentra otra portada realizada mediante arco conopial con cabezas de putti renacentistas, que da acceso a las estancias nobiliarias. Según la hipótesis de los historiadores locales Sierra Simón y García Jiménez, la obra escultórica del edificio corresponde, por su elemental continuidad a lo largo del inmueble, a un solo autor o taller; por la época, los más probable es que la hicieran los mismos escultores trujillanos que en el primer tercio del siglo XVI estaban trabajando en la iglesia de Santa Catalina.
A través de las plantas superiores, es posible circular por los cuatro flancos del castillo. Sin embargo, desde el vestíbulo citado también se accede, a través de un hueco adintelado, a una de las estancias principales en planta baja, conformada por varios arcos apuntados y un artesonado de madera que configuran una alta y espaciosa estancia. Hay en la misma estancia un hogar de chimenea. Desde esta estancia se accede, a través de un arco de medio punto, a una pequeña estancia de cierta altura, cubierta mediante bóveda de cañón apuntado.
Otra estancia destacada es la que se ubica en la planta superior de la crujía sur, ya que en la reforma del edificio se previó su uso como biblioteca y además da acceso a la logia superior de la fachada renacentista ya descrita. En ella, destaca su bóveda de cañón de medio punto con un arco fajón de cantería. Varios huecos con forma de arco rebajado comunican la estancia con la logia. También desde esta estancia es posible acceder a la capilla del castillo, situada en una planta superior de la torre del homenaje, mediante una escalera de madera.
Por su parte, la estancia aneja al edificio, antes mencionada como destinada a estudio de Palazuelo, está cubierta interiormente mediante bóveda. Antiguamente se usó como granero. Desde la planta baja se accede, a través de una escalera de caracol moderna, a la torre cuadrada septentrional del flanco este, y por tanto al adarve de la barrera.

### Capilla
El interior de la torre del homenaje alberga la capilla del castillo, consistente en una sala de pequeñas dimensiones, cubierta mediante bóveda de cañón apuntada. Debió de estar recubierta con pinturas murales en su totalidad, de las que hoy día solo se conservan dos. En la primera de ellas, sobre la puerta de acceso, aparece una cruz con el jarrón de azucenas, característico emblema de la Virgen María, en su centro; en el brazo derecho aparece el anagrama «MS»; en el brazo izquierdo aparece un ave, tal vez un águila, símbolo del ascenso de la oración.
Las otras pinturas se sitúan alrededor de una credencia o sagrario inscrito en el muro derecho, con flores de lis decorando sus ángulos. A mano izquierda aparece escrito «IHS», y a la derecha, «XPS», esto es, los acrónimos de Jesucristo Salvador en latín y griego. Sobre la credencia también está pintada una pequeña cruz de Alcántara, mientras que en la parte inferior se puede ver una cruz trenzada.

## Bienes muebles asociados al castillo
Cuando la Junta de Extremadura publicó la incoación del segundo expediente de bien de interés cultural en 2024, hizo pública una lista de elementos de interés arquitectónico o arqueológico que se conservan acopiados en los espacios abiertos del bien. En general, la mayoría de ellos son bienes muebles o elementos arquitectónicos procedentes de la propia construcción (piezas de granito) que aparecen desplazados de su ubicación original. Aunque la Junta los clasifica según su ubicación, a efectos más informativos pueden distinguirse cinco categorías entre las piedras catalogadas: cinco inscripciones epigráficas en latín, tres escudos, dos verracos, cuatro objetos relacionados con el agua y diez conjuntos clasificados de restos pétreos dispersos. Además, se conservan planos y dibujos arquitectónicos realizados por Pablo Palazuelo y su hermano arquitecto Juan Palazuelo, referentes a las diferentes reformas arquitectónicas acometidas en el edificio, que la Junta de Extremadura también considera parte inseparable del bien de interés cultural.

### Epigrafía latina
La Junta de Extremadura ha catalogado cinco inscripciones en latín albergadas en piedras del castillo. Para entender su ubicación, debe tenerse en cuenta que el entorno de los Cuatro Lugares fue un área donde proliferaron los asentamientos rústicos en la Antigua Roma, al facilitar su terreno llano el desarrollo de la ganadería. En el territorio de este municipio destaca la villa romana de Los Términos de Monroy, importante yacimiento arqueológico tardorromano de los siglos IV-V. Asimismo, se han hallado restos de poblamientos romanos en el entorno de la ermita de Santa Ana, en el cercano paraje de las Paredes del Moro y en las fincas del Tejarejo de Saliente, La Ventosilla y Parapuños, todo ello en el actual término municipal de Monroy. El área era completamente rural en época romana y, según han deducido las investigaciones arqueológicas por la epigrafía, formaba parte del límite nororiental del territorium de la colonia Norba Caesarina, por lo que una parte del actual municipio de Monroy habría pertenecido a esta colonia y la más oriental al vecino municipio de Turgalium. La presencia de poblamientos romanos fue clave para decidir construir un gran castillo aquí, pues proporcionaron gran abundancia de piedra y no es descartable que parte del edificio esté construido con restos de alguno de estos asentamientos.
En el patio oriental de la fortaleza se ha catalogado una inscripción romana, correspondiente al registro 6509 de Hispania Epigraphica. Fue hallada en 1970 en el paraje de Las Aguzaderas, correspondiente al entorno de la antes citada villa romana, ubicada a unos 5 km del casco urbano de la villa. Fue descubierta por los jóvenes locales Santiago García y José María Sierra, quienes dieron parte del descubrimiento al conocido investigador Carlos Callejo Serrano, quien se encargó de su inspección y divulgación. Es una estela que está tallada en granito claro, con cabecera redondeada y rota por abajo, de 83x49x24 cm. Por la cronología del descubrimiento, coincidente con la restauración del castillo, debió de guardarse aquí por iniciativa de Pablo Palazuelo, al ser el entorno de la villa romana un lugar poco seguro para una piedra tan destacable. La estela alberga la inscripción funeraria de Suriaco Turánez, nombre de origen celta, acompañando a su nombre un disco solar. La inscripción, que podría continuar posteriormente por tener la base desgastada, señala lo siguiente:

Transcripción: Suriacus / Turani · f(ilius) / h(ic) · s(itus) · e(st) · s(it) · t(ibi) · t(erra) · l(evis) / [¿…?]
Traducción: Suriaco, hijo de Turano, aquí sepultado está. Séate la tierra leve. [¿…?]

Por su parte, en el patio occidental de la fortaleza se han catalogado otras cuatro inscripciones, correspondientes a los registros 20358 a 20361 de Hispania Epigraphica. Al contrario que la anterior, estas piedras se hallan en peores condiciones de conservación, son generalmente menos legibles y proceden del propio castillo. Las cuatro fueron investigadas por los arqueólogos José Manuel Iglesias y José Luis Sánchez, en el contexto de las excavaciones que tuvieron lugar durante la investigación previa a la restauración. Estas cuatro piedras propias del castillo son las siguientes, numeradas según el registro de Hispania Epigraphica:
- Inscripción 20358. Es una estela de pizarra, rota por la parte de arriba y hallada en condiciones lamentables. Lo poco legible que se ha podido transcribir es lo siguiente:[72]

Transcripción: - - - - - - / [- - -]V[- - - / - - -]EI[- - - / - - -]S 3 pa/[tr]i · et m/atri p[i]/entis/imis [f(aciendum)] · c(uraverunt) · l(ibens).

- Inscripción 20359. Debió ser un bloque rectangular, teniendo en cuenta que el texto empieza y termina abruptamente en los bordes de la piedra, sin márgenes. Es un exvoto a la diosa romana Belona, muy venerada en el entorno de Turgalium:[73]

Transcripción: Bellona(e) / Galitigiu(s) / Augustia/[ni] f(ecit) ex / [voto].

- Inscripción 20360. Fue hallada en las excavaciones del foso. Es un ara de granito de forma rectangular que conserva el pulvino derecho, dedicada por una mujer llamada Adercia a un dios. Su ilegibilidad llevó a considerar originalmente que el nombre de la deidad era un hápax; sin embargo, en 2006 Juan Carlos Olivares, profesor de la Universidad de Alicante, reinterpretó la inscripción indicando que estaba dedicada al dios céltico Bandua. Las transcripciones original y revisada son las siguientes:[74]

Lectura original en 1978: [R?]udino / Oeno A / dercia A / mbati f(ilia) / u(otum) s(oluit) l(ibens) a(nimo)
Revisión de Olivares en 2006: [Ba]ndi [N-- / -]oeno A / dercia A / mbati f(ilia) / u(otum) s(oluit) l(ibens) a(nimo).

- Inscripción 20361. Es una estela de granito, toscamente labrada y rota por abajo, donde solamente se lee lo siguiente:[1]

Transcripción: M(arcus) · Helvi/us · M[o/d]estus / - - - - - -.

### Escudos
En los patios del castillo hay tres escudos de piedra históricos catalogados por la Junta de Extremadura. Todos ellos tienen la consideración de bien de interés cultural por sí mismos, pues los protege la disposición adicional segunda de la Ley de Patrimonio Histórico y Cultural de Extremadura de 1999.
El primero de ellos es un escudo tallado en piedra, redondeado en su base como es característico a partir del siglo XVI. Cuartelado, el cuartel diestro del jefe consta de un castillo almenado con una puerta; el cuartel siniestro del jefe contiene cuatro bandas sobre las que se sitúan once piezas no identificadas; los cuarteles diestro y siniestro de las puntas contienen numerosas piezas de difícil lectura; en medio, un escusón acabado en punta que contiene nueve palos de gules.
Por su parte, en otro patio hay otro escudo tallado en piedra, acabado en punta, característico con anterioridad al siglo XVI. Cuartelado: el cuartel diestro del jefe muestra cinco fajas ondeadas; el cuartel siniestro del jefe es una barra; el cuartel diestro de la punta está formado por cuatro fajas horizontales, mientras que el cuartel siniestro de la punta está formado por cinco piezas.
En el mismo patio que este último hay un tercer escudo tallado en piedra que, como el primero mencionado, es redondeado en su base, característico a partir del siglo XVI. Sin embargo, este escudo padece un desgaste que impide leer su contenido.

### Verracos
Asimismo, en el interior del castillo se conservan dos esculturas zoomorfas conocidas como «verracos», asociados a la plástica prerromana, en particular, a la cultura vetona. Corresponde, en realidad, a una pieza completa y un fragmento de otra, la parte anterior de la representación del animal. En ambos casos, se ha relacionado su origen en el castro de Villasviejas del Tamuja, en el municipio cacereño de Botija, de donde proceden otros ejemplos de este tipo de esculturas. Ambos habrían aparecido en el «recinto B» o sur del yacimiento, junto a la puerta, y se han clasificado como del «tipo 2». El inventario general de verracos de José Cuervo los cataloga con los números 231 y 232.
El que representa una figura completa es el número 232. Esculpido en un bloque de granito, representa un toro, con unas dimensiones de 76x40x40 cm. Presenta buenas condiciones de conservación, aunque tiene una rotura en el hocico y las extremidades a la altura de las rodillas. En alguna ocasión, se ha relacionado con otra pieza que aún permanece en las proximidades del mismo poblado prerromano, en concreto una posible peana.
Por su parte, el número 231 representa un cerdo, de 70×55×45 cm. De esta otra pieza de granito, apenas se conserva la parte delantera de la escultura, correspondiente a la cabeza y patas delanteras del animal, y también con rotura en el hocico. Sin embargo, se distinguen claramente los ojos y orejas. Además, como detalle, se reconoce una serpiente grabada entre la mandíbula y la pata.
Ambos verracos fueron hallados casualmente en torno a la década de 1970, cuando se derrumbó una pared medianera en una finca de Botija del entorno del citado yacimiento, perteneciente a un particular llamado Victoriano García. Al hallar una notable piedra de granito en una zona donde las tapias suelen ser de pizarra y argilita, el propietario se puso en contacto con los arqueólogos Juan Valverde y Jaime Río-Miranda, del Grupo Cultural de Valdeobispo, quienes en 1981 confirmaron públicamente el hallazgo y dieron a conocer las dos figuras. Considerando la cronología del descubrimiento, la idea de adquirir las piezas para conservarlas en el castillo debió de ser del propio Pablo Palazuelo, ya que el hallazgo coincide en el tiempo con la restauración que el artista hizo en el edificio. Pese a su reciente incorporación al castillo, la Junta de Extremadura declaró en 2024 a ambos verracos como bienes muebles vinculados a la fortaleza, pues se conservan mejor aquí que en su ubicación original, ya que el castro de Villasviejas del Tamuja se halla en un paraje rústico donde los verracos podrían sufrir daños por el tránsito de turistas poco cuidadosos.

### Piedras hídricas
La Junta de Extremadura ha catalogado los siguientes cuatro objetos relacionados con el agua:
- Pila bautismal del patio oriental. Es una pieza de forma semiesférica, hueca, sobre pie cilíndrico macizo, fabricada en un solo bloque de granito. Muestra un borde con doble engrosamiento curvo y decoración a base de líneas oblicuas en relieve, que cubren la superficie entre este y la base.
- Pila bautismal del patio occidental. Es una pieza de forma cilíndrica, hueca, con un estrechamiento escalonado hacia la base, que sirve de pie. El borde es curvo, ligeramente engrosado, separado del resto de la superficie por una hendidura marcada bajo éste. Presenta un orificio de evacuación en la parte inferior.
- Brocal de pozo. Correspondiente al patio oriental, es una pieza prismática de forma hexagonal, fabricada en un solo bloque de granito, horadada, siendo el interior circular. La base, de planta cuadrangular, muestra elementos triangulares que permiten la transición entre una geometría y otra. El borde superior presenta un elevado desgaste, producto de su uso como brocal.
- Pila o fuente. Es una pieza monolítica de granito del patio occidental. La parte superior, la que constituye el depósito o vaso propiamente dicho, es de forma hemiesférica, sostenida por un esbelto pie troncopiramidal. Muestra cierta decoración en relieve, sumamente desgastada o meteorizada, remarcando los ángulos y molduras horizontales que marcan acaso el tránsito hacia la base y a media altura.

### Piedras dispersas
La Junta de Extremadura ha catalogado los siguientes diez conjuntos de piedras dispersas:
- Conjunto n.º 1 del patio norte. Grandes lajas de pizarra, de hasta 1,5 m de longitud, y bloques de granito de diverso tamaño y forma. Se reconocen entre ellos sillares, posibles jambas de portada y dovelas de arcos.
- Conjunto n.º 1 del patio este. Dintel y jambas de ventanas, con restos de inserción de reja de forja.
- Conjunto n.º 2 del patio este. Piezas de granito correspondientes a portada con arco de medio punto. Se encuentran colocadas sobre el suelo del patio, de forma ordenada, conforme a su presumible disposición original.
- Conjunto n.º 1 al pie de la torre sureste en el patio este. Grandes lajas de pizarra y piezas de cantería decorada, dos de ellas probablemente tambores de pilastra.
- Conjunto n.º 2 al pie de la torre sureste en el patio este. Grandes lajas de pizarra, de hasta 1,5 m de longitud, y bloques de granito de diverso tamaño y forma. Se reconocen entre ellos sillares, posibles jambas de portada y dovelas de arcos.
- Conjunto n.º 1 junto al acceso sur de la fortaleza. Acopio de grandes piezas de granito, probablemente lumbrales de puertas, algunos con sencillas molduras bajo el borde de la pisada. Aparecen apiladas.
- Conjunto n.º 2 junto al acceso sur de la fortaleza. Acopio de lajas de pizarra y piezas regulares de granito junto a la esquina de la torre SE del castillo. Debieron corresponder a enlosados, lumbrales y otros elementos arquitectónicos.
- Conjunto n.º 3 junto al acceso sur de la fortaleza. Dispersión de piezas de granito, la mayoría sillares, entre las que se reconocen posibles lumbrales, jambas de puertas, columnas, pilastras, celosías, ménsulas decoradas, entre otros. Salvo determinadas concentraciones, estos elementos, localizados en los jardines o huerto de la parte occidental del recinto, no muestran el acopio detectado en otras áreas de la fortaleza.
- Columnillas de granito junto al acceso occidental al cuerpo principal de la fortaleza. Sendos elementos fabricados en un solo bloque cilíndrico, estrecho, de acaso un metro de altura, que integra un fuste decorado con finas estrías verticales, sumamente desgastadas, sobre basa cuadrangular y sencilla moldura curva. Remata en la parte superior con una suerte de capitel con una ancha hendidura o encaje vertical, destinado probablemente a sostener una pieza horizontal.
- Capitel decorado con hojas junto al acceso occidental al cuerpo principal de la fortaleza. Pieza de granito, de pequeño tamaño –aproximadamente 30 cm–, de forma troncopiramidal. Presenta decoración vegetal en relieve a base de hojas de acanto sumamente esquematizadas en los ángulos. Forma parte de uno de los acopios de material constructivo descontextualizado.

## Protección y uso cultural
Al igual que todos los demás castillos de España, el de Monroy está declarado bien de interés cultural por el Decreto de 22 de abril de 1949. El objetivo inicial de la restauración llevada a cabo por Pablo Palazuelo, según explicó en una conferencia en Cáceres en 1979, era establecer en el castillo de Monroy un centro de jóvenes artistas con un taller abierto. Este proyecto no se pudo ejecutar porque el artista necesitaba primero poder terminar la restauración, que estaba costeando con su propio dinero en una época en la que todavía no existían subvenciones públicas.
Fue a partir de 1987, con Palazuelo ya medio jubilado y retirado de Monroy sin haber podido completar su proyecto, cuando las autoridades públicas empezaron a interesarse verdaderamente por la situación del castillo. A finales de ese año, la Junta de Extremadura dictó una resolución por la que se incoaba un expediente de declaración de bien de interés cultural específico para el castillo de Monroy. El castillo en sí ya tenía ese estatus desde 1949; lo que se pretendía con este expediente era crear una zona de protección paisajística que incluiría toda la plaza de España y todos aquellos inmuebles que tuviesen una fachada frente a la fortificación en las calles de los alrededores. Aunque dicho expediente no tuvo continuidad, subsistió la delimitación del castillo y su entorno, y el bien quedó inscrito, de manera provisional, en el Registro de Bienes de Interés Cultural del Ministerio de Cultura, con código 8179.
En los años siguientes a este expediente, Pablo Palazuelo seguía visitando Monroy, pero principalmente en visitas vacacionales y de forma esporádica. En torno a 1993-1994, cuando el pintor ya tenía casi ochenta años, expuso a los vecinos de la villa su intención de crear una fundación para crear una exposición permanente de pintura en el castillo. El gran problema que tenía Palazuelo era el mismo que ya habían tenido otros propietarios del castillo a lo largo de la historia: su carácter poco abierto lo había dejado sin descendencia directa, por lo que encargó la dirección de esta fundación a su sobrino, el conocido diplomático José Rodríguez-Spiteri. La fundación podría facilitar la realización de nuevas obras de reconstrucción en las décadas siguientes, cuando ya había ayudas públicas para la conservación de monumentos.
A pesar del notable esfuerzo de los sucesores de Palazuelo por continuar su obra, que se vio reflejado en importantes restauraciones posteriores, el castillo queda geográficamente ubicado a trescientos kilómetros de Madrid, el lugar de origen de la familia del artista y todavía hoy sede de su fundación, con el problema añadido de que los últimos cuarenta kilómetros que separan Monroy de la autovía de Madrid se hacen por un complicado camino rural. Esta lejanía geográfica entre la propiedad y el inmueble ha hecho que caiga en desuso durante cuatro décadas, siendo habituales las quejas sobre ello por parte de los vecinos de la villa: pocos días después del fallecimiento del artista en 2007, los vecinos ya estaban reclamando en la prensa que se abriera el castillo permanentemente al público.
En 2022, la Junta de Extremadura procedió a la elaboración de una memoria técnica para reiniciar el expediente de 1987, lo que llevó a la publicación de una nueva incoación en 2024. El nuevo expediente de declaración de bien de interés cultural no solamente incluye al castillo y su entorno, sino una descripción del bien y delimitación más detalladas y una reseña de los bienes muebles asociados a este bien. Este reinicio del expediente coincide con la presencia de familiares de Palazuelo en la cercana ciudad de Cáceres, donde pretenden abrir un hotel de cinco estrellas en el palacio de Godoy, lo que ha dado lugar a especulaciones en la prensa local sobre un posible nuevo uso del castillo monroyego. Por el momento, la fundación ha abierto el castillo a visitas guiadas, indicando una posible intención de usarlo en un futuro como sala de exposiciones, al señalar que «no hay obra del artista expuesta por el momento».